# نیکلاس بایود
نیکلاس بایود (انگلیسی: Nicolas Bayod؛ زادهٔ ۷ مارس ۱۹۸۲) بازیکن فوتبال اهل فرانسه است.
از باشگاه‌هایی که در آن بازی کرده‌است می‌توان به باشگاه فوتبال نیم المپیک، باشگاه فوتبال کلرمون فوت، و باشگاه فوتبال تولوز اشاره کرد.